# Rossana Podestà
Rossana Podestà, de veritable nom Carla Dora Podestà (Trípoli, 20 de juny de 1934 − Roma, 10 de desembre de 2013), va ser una actriu de cinema italiana que va desenvolupar la seva activitat entre principis de la dècada de 1950 i mitjans de la de 1980.

## Naixement i primers anys

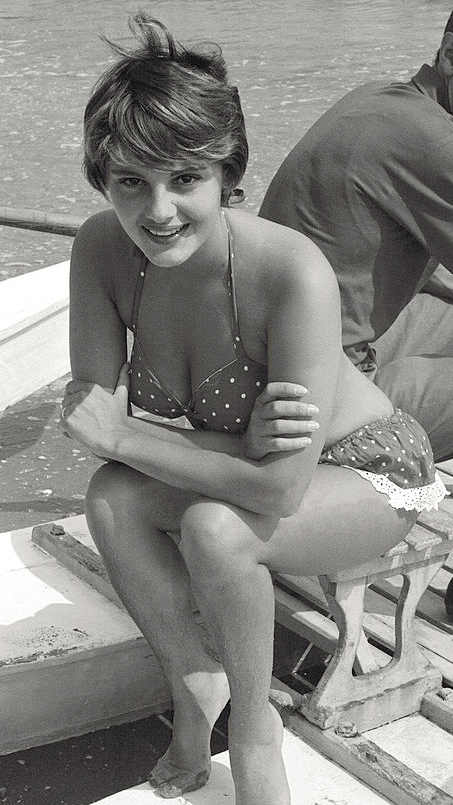
Podestà el 1956

Nascuda a Trípoli, de Líbia, llavors colònia italiana, va passar els seus primers anys de vida en aquesta ciutat del nord d'Àfrica. Al final de la Segona Guerra Mundial, amb la derrota d'Itàlia i la pèrdua de les seves colònies, molts dels colons allí establerts van haver de desplaçar-se al territori metropolità, entre ells la família de Carla, que es va traslladar a Roma.

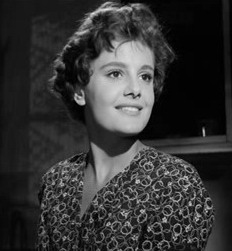
Podestà a Le ragazze di San Frediano (1954)

## Trajectòria artística
Dotada d'una bellesa notable, va ser descoberta pel realitzador Léonide Moguy per a la seva pel·lícula Domani é un altro giorno en 1951. Aquest treball suposaria el començament d'una carrera que portaria a Rossana Podestà a intervenir en prop de seixanta pel·lícules, tant italianes com de caràcter internacional. Va formar part dels repartiments d'algunes grans produccions de Hollywood de caràcter històric-mitològic, filmades a Itàlia, com Ulisses, de Mario Camerini (1954), Helena de Troia, de Robert Wise (1955) -en el paper principal, al qual també van aspirar Elizabeth Taylor, Lana Turner, Ava Gardner, Rhonda Fleming i Yvonne De Carlo- i Sodoma i Gomorra, de Robert Aldrich (1962). Per aquestes produccions, Rossana Podestà va cobrar fama internacional, i va ser considerada com una de les reines del pèplum. Seria notable la seva participació en obres del neorealisme, a càrrec de Valerio Zurlini, Mario Monicelli i Steno (Stefano Vanzina). També va treballar per a realitzadors com l'alemany Georg Wilhelm Pabst, els mexicans Emilio Fernández Romo i Julián Soler i els espanyols Julio Coll i Pedro Lazaga.

## Decadència artística i retirada del cinema
Durant la dècada dels anys 1970 Podestà intervé en un bon nombre de comèdies eròtiques d'escàs relleu, com Homo Eroticus, Paolo il caldo, Il prete sposato, L'uccello migratore o Siete chicas peligrosas. En aquesta època també posaria nua per a la portada de l'edició italiana de la revista Playboy, i formaria part del jurat del certamen de Miss Univers del 1979, celebrat a la ciutat australiana de Perth. En aquesta última comesa estaria acompanyada per, entre d'altres, la també actriu Constance Towers o els cantants Julio Iglesias i Tony Martin. n 1985 va rodar el seu últim film, Segreti segreti, a les ordres de Giuseppe Bertolucci.

## Vida personal
Rossana Podestà va contreure matrimoni en 1954 amb l'actor Marco Vicario, amb el qual va rodar a Espanya la pel·lícula Playa prohibida. Posteriorment, Vicario va passar a la realització, dirigint i produint varies pel·lícules al servei de la seva esposa: Le ore nude (1964), Siete hombres de oro (1965), El gran golpe de los siete hombres de oro (1967), Il prete sposato (1970), Homo eroticus (1972), Paolo il caldo (1973). Divorciada de Marco Vicario, tindria des de 1981 com a company a l'alpinista (considerat un dels millors de la història), explorador i periodista Walter Bonatti.
Va morir a Roma el 10 de desembre de 2013 als 79 anys, després de ser operada d'un tumor benigne al cervell.

## Filmografia
- Strano appuntamento, dirigida per Dezső Ákos Hamza (1950)
- Domani è un altro giorno, dirigida per Léonide Moguy (1951)
- I sette nani alla riscossa, dirigida per Paolo William Tamburella (1951)
- Guardie e ladri, dirigida per Stefano Vanzina i Mario Monicelli (1951)
- Gli angeli del quartiere, dirigida per Carlo Borghesio (1952)
- Io, Amleto, dirigida per Giorgio Simonelli (1952)
- Il moschettiere fantasma, dirigida per Max Calandri (1952)
- Don Lorenzo, dirigida per Carlo Ludovico Bragaglia (1952)
- La voce del silenzio, dirigida per Georg Wilhelm Pabst (1953)
- La red, dirigida per Emilio Fernández Romo (1953)
- Nosotros dos, dirigida per Emilio Fernández (1953)
- Fanciulle di lusso, dirigida per Bernard Vorhaus (1953)
- Viva la rivista!, dirigida per Enzo Trapani (1953)
- Addio, figlio mio!, dirigida per Giuseppe Guarino (1953)
- Le ragazze di San Frediano, dirigida per Valerio Zurlini (1954)
- Ulisse, dirigida per Mario Camerini (1954)
- Canzoni di tutta Italia, dirigida per Domenico Paolella (1955)
- Lo scapolo, dirigida per Antonio Pietrangeli (1955)
- Non scherzare con le donne, dirigida per Giuseppe Bennati (1955)
- Helena de Troia, dirigida per Robert Wise (1956)
- Santiago, dirigida per Gordon Douglas (1956)
- L'isola dei pirati, dirigida per Robert Darène (1957)
- Playa prohibida, dirigida per Francisco Fuertos (1958)
- La spada e la croce, dirigida per Carlo Ludovico Bragaglia (1958)
- Raw Wind in Eden, dirigida per Richard Wilson (1958)
- L'isola in capo al mondo, dirigida per Edmond Greville (1959)
- Un vaso di whisky, dirigida per Julio Coll (1959)
- La furia dei barbari, dirigida per Guido Malatesta (1960)
- La grande vallata, dirigida per Angelo Dorigo (1961)
- Sodoma i Gomorra (Sodoma e Gomorra), dirigida per Robert Aldrich (1962)
- L'arciere delle mille e una notte, dirigida per Antonio Margheriti (1962)
- La vergine di Norimberga, dirigida per Antonio Margheriti (1963)
- F.B.I. operazione Baalbeck, dirigida per Marcello Giannini (1964)
- Le ore nude, dirigida per Marco Vicario (1964)
- 7 uomini d'oro, dirigida per Marco Vicario (1965)
- Il grande colpo dei 7 uomini d'oro, dirigida per Marco Vicario (1966)
- Il prete sposato, dirigida per Marco Vicario (1970)
- Homo Eroticus, dirigida per Marco Vicario (1971)
- L'uccello migratore, dirigida per Steno (1972)
- Paolo il caldo, dirigida per Marco Vicario (1973)
- Il gatto mammone, dirigida per Nando Cicero (1975)
- Il letto in piazza, dirigida per Bruno Gaburro (1976)
- Pane, burro e marmellata, dirigida per Giorgio Capitani (1977)
- Sette ragazze di classe, dirigida per Pedro Lazaga (1979)
- Tranquille donne di campagna, dirigida per Claudio De Molinis (1980)
- I seduttori della domenica, dirigida per Dino Risi (1980)
- Hercules, dirigida per Luigi Cozzi (1983)
- Segreti segreti, dirigida per Giuseppe Bertolucci (1985)